# Marina Latorre
Marina Latorre Uribe (Punta Arenas, 14 août 1925) est une écrivaine, journaliste et galeriste chilienne.

## Biographie
Marina Latorre est née à Punta Arenas, au Chili. Dans les années 1940, elle s’installe à Santiago pour poursuivre une carrière de professeur de littérature à Université du Chili. Au cours de cette même période, elle épouse Eduardo Bolt, avec qui elle fonde la Galerie d'art Bolt, à Londres #92, au cœur du quartier culturel et historique de Santiago Paris-Londres Quartier.
En 1965, Latorre fonde la revue littéraire « Portal »avec Pablo Neruda comme collaborateur, y compris, puis inedit, des poèmes tels que « Corona del archipiélago para Rubén Azócar » (qui a déclenché la célèbre rivalité de Neruda avec Pablo de Rokha), « Corbata para Nicanor Parra » et « Oda al hombre sencillo ». Parmi les écrivains publiés dans ses pages figuraient Evgueni Evtouchenko, Nicolás Guillén, Jorge Teillier, Francisco Coloane, Roque Esteban Scarpa et Leopoldo Castedo
Dans le même temps, Latorre a fait ses débuts en tant qu’écrivaine elle-même avec le recueil de nouvelles « Galería clausurada » (1964), commençant une carrière d’écrivain qui a inclus la fiction, l’essai, les mémoires et, surtout, la poésie, recevant une attention particulière par des critiques et des écrivains importants de son temps, comme Hernán del Solar, Andrés Sabella et María Luisa Bombal,,,,

## Œuvre
- Galería clausurada, nouvelles, 1964.
- Latinoamérica te amo, recueil d’articles publiés dans le journal La Nación, 1972.
- Soy una mujer, témoignage, 1973.(Publié en français sous le titre “Je suis une femme”, traduit par Diomenia Bigot, Éditions Des femmes, 1977)[8]
- El monumento, nouvelle, 1973.
- Antonio Machado a través de Pablo Neruda, Juvencio Valle y Acario Cotapos, essai, 1973.
- El regalo, nouvelle, 1974. (Publié en français sous le titre “Le cadeau”, traduit par Diomenia Bigot, Éditions Des femmes, 1977)[8]
- Fauna austral, poésie, 1977.
- ¿Cuál es el dios que pasa?, roman, Les éditions Nascimento, 1978.
- Ventisquero, poésie, 1981.
- Habitante de un mundo mágico, témoignage, 1987.
- Mi Poesía Magallánica, poésie, 2011.
- El incendio de la Federación Obrera de Magallanes, ensayo, 2012. (Écrit en 1973. Premier prix d’essai organisé par Editora Nacional Quimantú[10], 1973)
- Pablo Neruda: poeta. El privilegio de su amistad, témoignage, 2013.
- DESOLACIÓN de Gabriela Mistral en Magallanes Confín del Mundo, essai, 2014.
- Galería clausurada (réédition, comprend également "Soy una mujer", "El Monumento" et "El regalo"), Les éditions Universidad Alberto Hurtado, 2021.